# 石鐵縣
石鐵縣（日语：〔〕／ Ichizuchi ken */?）為日本於1871年設立的行政區劃，最初名稱為松山縣，管轄範圍包括過去明治維新前伊予國北部地區，相當於現在的愛媛縣中予地方及東予地方；已在西部區域及廣島縣東部區域；已在1873年與神山縣合併為愛媛縣。

## 歷史
1871年日本實施廢藩置縣，伊予國內的西條藩、小松藩、今治藩、伊予松山藩先後被改設為西條縣、小松縣、今治縣、松山縣；同年的第一次府縣整併中，將這四個縣合併，新縣的縣廳設於溫泉郡松山城（位於現在的松山市），因此命名為松山縣。
但由於新政府希望避免新成立的縣名與過去的藩名相同，因此在隔年改以縣境內的石鐵山作為新縣名，更名為石鐵縣。
1873年1月一度將縣廳遷至越智郡今治城（位於現在的今治市），但僅一個月，又決定將同樣位於伊予國內的石鐵縣與神山縣合併為愛媛縣。

## 歴任知事
松山縣
| 職稱       | 姓名     | 上任日期               | 卸任日期             | 備註         |
| ---------- | -------- | ---------------------- | -------------------- | ------------ |
| 參事       | 本山茂任 | 1871年11月15日（舊曆） | 1872年2月9日（舊曆） | 原高知藩藩士 |
| 參考資料： |          |                        |                      |              |

松山縣
| 職稱       | 姓名     | 上任日期             | 卸任日期      | 備註         |
| ---------- | -------- | -------------------- | ------------- | ------------ |
| 參事       | 本山茂任 | 1872年2月9日（舊曆） | 1873年2月20日 | 前松山縣參事 |
| 參考資料： |          |                      |               |              |